# Shorttrack-Weltcup 2003/04
Der Shorttrack-Weltcup 2003/04 ging vom 17. Oktober 2003 bis 14. Februar 2004 und wurde in sechs Ländern ausgetragen. Der Weltcup umfasste sechs Weltcupveranstaltungen.
Zu den Saisonhöhepunkten zählten die Europameisterschaften 2004 in Zoetermeer, die Weltmeisterschaften 2004 in Göteborg und die Teamweltmeisterschaften 2004 in Sankt Petersburg.

## Austragungsorte
Die Wettbewerbe fanden an sechs Austragungsorten auf drei Kontinenten statt. Im ersten Saisondrittel fand jeweils ein Weltcup im kanadischen Calgary und US-amerikanischen Marquette, im zweiten Saisondrittel jeweils ein Weltcup im koreanischen Jeonju und in der chinesischen Hauptstadt Peking und zum Saisonfinale je ein Weltcup im tschechischen Mladá Boleslav und im italienischen Bormio.

## Frauen

### Weltcup-Übersicht
| Datum                                                                             | Ort            | Disziplin      | Siegerin                                                      | Zweite                                                              | Dritte                                                                        |
| --------------------------------------------------------------------------------- | -------------- | -------------- | ------------------------------------------------------------- | ------------------------------------------------------------------- | ----------------------------------------------------------------------------- |
| 17. bis 19. Oktober 2003                                                          | Calgary        | 500 m          | Wang Meng                                                     | Zhu Mi Lei                                                          | Amélie Goulet-Nadon                                                           |
| 17. bis 19. Oktober 2003                                                          | Calgary        | 1000 m         | Choi Eun-kyung                                                | Byun Chun-sa                                                        | Fu Tianyu                                                                     |
| 17. bis 19. Oktober 2003                                                          | Calgary        | 1500 m         | Byun Chun-sa                                                  | Wang Meng                                                           | Ewgenija Radanowa                                                             |
| 17. bis 19. Oktober 2003                                                          | Calgary        | 3000 m         | Choi Eun-kyung                                                | Byun Chun-sa                                                        | Ewgenija Radanowa                                                             |
| 17. bis 19. Oktober 2003                                                          | Calgary        | 3000 m Staffel | SüdkoreaChoi Eun-kyung Byun Chun-sa Kim Min-jee Ko Gi-hyun    | Volksrepublik ChinaWang Wei Wang Meng Cheng Xiaolei Fu Tianyu       | ItalienMarta Capurso Mara Zini Katia Zini Evelina Rodigari                    |
| 17. bis 19. Oktober 2003                                                          | Calgary        | Team           | Volksrepublik China                                           | Südkorea                                                            | Kanada                                                                        |
| 24. bis 26. Oktober 2003                                                          | Marquette      | 500 m          | Choi Eun-kyung                                                | Amélie Goulet-Nadon                                                 | Ewgenija Radanowa                                                             |
| 24. bis 26. Oktober 2003                                                          | Marquette      | 1000 m         | Choi Eun-kyung                                                | Amélie Goulet-Nadon                                                 | Wang Meng                                                                     |
| 24. bis 26. Oktober 2003                                                          | Marquette      | 1500 m         | Choi Eun-kyung                                                | Byun Chun-sa                                                        | Ko Gi-hyun                                                                    |
| 24. bis 26. Oktober 2003                                                          | Marquette      | 3000 m         | Byun Chun-sa                                                  | Amélie Goulet-Nadon                                                 | Choi Eun-kyung                                                                |
| 24. bis 26. Oktober 2003                                                          | Marquette      | 3000 m Staffel | SüdkoreaChoi Eun-kyung Byun Chun-sa Kim Min-jee Ko Gi-hyun    | Volksrepublik ChinaWang Wei Wang Meng Cheng Xiaolei Fu Tianyu       | KanadaAlanna Kraus Tania Vicent Amanda Overland Amélie Goulet-Nadon           |
| 24. bis 26. Oktober 2003                                                          | Marquette      | Team           | Südkorea                                                      | Volksrepublik China                                                 | Kanada                                                                        |
| 28. bis 30. November 2003                                                         | Jeonju         | 500 m          | Amélie Goulet-Nadon                                           | Tatjana Borodulina                                                  | Fu Tianyu                                                                     |
| 28. bis 30. November 2003                                                         | Jeonju         | 1000 m         | Choi Eun-kyung                                                | Byun Chun-sa                                                        | Cho Ha-ri                                                                     |
| 28. bis 30. November 2003                                                         | Jeonju         | 1500 m         | Choi Eun-kyung                                                | Wang Wei                                                            | Wang Meng                                                                     |
| 28. bis 30. November 2003                                                         | Jeonju         | 3000 m         | Byun Chun-sa                                                  | Choi Eun-kyung                                                      | Cho Ha-ri                                                                     |
| 28. bis 30. November 2003                                                         | Jeonju         | 3000 m Staffel | SüdkoreaChoi Eun-kyung Cho Ha-ri Kim Min-jee Ko Gi-hyun       | Volksrepublik ChinaWang Wei Zhu Mi Lei Su Linlin Fu Tianyu          | ItalienMarta Capurso Catia Borrello Katia Zini Evelina Rodigari               |
| 28. bis 30. November 2003                                                         | Jeonju         | Team           | Südkorea                                                      | Kanada                                                              | Volksrepublik China                                                           |
| 5. bis 7. Dezember 2003                                                           | Peking         | 500 m          | Wang Meng                                                     | Fu Tianyu                                                           | Ewgenija Radanowa                                                             |
| 5. bis 7. Dezember 2003                                                           | Peking         | 1000 m         | Byun Chun-sa                                                  | Choi Eun-kyung                                                      | Wang Meng                                                                     |
| 5. bis 7. Dezember 2003                                                           | Peking         | 1500 m         | Byun Chun-sa                                                  | Choi Eun-kyung                                                      | Ko Gi-hyun                                                                    |
| 5. bis 7. Dezember 2003                                                           | Peking         | 3000 m         | Choi Eun-kyung                                                | Byun Chun-sa                                                        | Wang Meng                                                                     |
| 5. bis 7. Dezember 2003                                                           | Peking         | 3000 m Staffel | Volksrepublik ChinaWang Wei Wang Meng Su Linlin Fu Tianyu     | KanadaAlanna Kraus Tania Vicent Amanda Overland Amélie Goulet-Nadon | Vereinigte StaatenAllison Baver Kristen Biondo Maria Garcia Caroline Hallisey |
| 5. bis 7. Dezember 2003                                                           | Peking         | Team           | Südkorea                                                      | Volksrepublik China                                                 | Kanada                                                                        |
| 16. bis 18. Januar 2004 Shorttrack-Europameisterschaften 2004 in Zoetermeer       |                |                |                                                               |                                                                     |                                                                               |
| 6. bis 8. Februar 2004                                                            | Mladá Boleslav | 500 m          | Fu Tianyu                                                     | Cheng Xiaolei                                                       | Alanna Kraus                                                                  |
| 6. bis 8. Februar 2004                                                            | Mladá Boleslav | 1000 m         | Choi Eun-kyung                                                | Wang Meng                                                           | Byun Chun-sa                                                                  |
| 6. bis 8. Februar 2004                                                            | Mladá Boleslav | 1500 m         | Choi Eun-kyung                                                | Marta Capurso                                                       | Cheng Xiaolei                                                                 |
| 6. bis 8. Februar 2004                                                            | Mladá Boleslav | 3000 m         | Ko Gi-hyun                                                    | Choi Eun-kyung                                                      | Byun Chun-sa                                                                  |
| 6. bis 8. Februar 2004                                                            | Mladá Boleslav | 3000 m Staffel | Volksrepublik ChinaWang Wei Wang Meng Cheng Xiaolei Fu Tianyu | ItalienMarta Capurso Mara Zini Katia Zini Evelina Rodigari          | KanadaAlanna Kraus Anouk Leblanc-Boucher Amanda Overland Amélie Goulet-Nadon  |
| 6. bis 8. Februar 2004                                                            | Mladá Boleslav | Team           | Volksrepublik China                                           | Südkorea                                                            | Italien                                                                       |
| 12. bis 14. Februar 2004                                                          | Bormio         | 500 m          | Fu Tianyu                                                     | Wang Meng                                                           | Marta Capurso                                                                 |
| 12. bis 14. Februar 2004                                                          | Bormio         | 1000 m         | Choi Eun-kyung                                                | Wang Meng                                                           | Marta Capurso                                                                 |
| 12. bis 14. Februar 2004                                                          | Bormio         | 1500 m         | Choi Eun-kyung                                                | Kim Min-jee                                                         | Wang Meng                                                                     |
| 12. bis 14. Februar 2004                                                          | Bormio         | 3000 m         | Kim Min-jee                                                   | Choi Eun-kyung                                                      | Fu Tianyu                                                                     |
| 12. bis 14. Februar 2004                                                          | Bormio         | 3000 m Staffel | Volksrepublik ChinaWang Wei Wang Meng Cheng Xiaolei Fu Tianyu | ItalienMarta Capurso Mara Zini Catia Borrello Evelina Rodigari      | SüdkoreaChoi Eun-kyung Cho Ha-ri Kim Min-jee Kim Min-jung                     |
| 12. bis 14. Februar 2004                                                          | Bormio         | Team           | Volksrepublik China                                           | Kanada                                                              | Südkorea                                                                      |
| 13. und 14. März 2004 Shorttrack-Teamweltmeisterschaften 2004 in Sankt Petersburg |                |                |                                                               |                                                                     |                                                                               |
| 19. bis 21. März 2004 Shorttrack-Weltmeisterschaften 2004 in Göteborg             |                |                |                                                               |                                                                     |                                                                               |

### Weltcupstände
| Rang | Name                | Punkte |
| ---- | ------------------- | ------ |
| 1    | Choi Eun-kyung      | 200    |
| 2    | Byun Chun-sa        | 197    |
| 3    | Wang Meng           | 191    |
| 4    | Fu Tianyu           | 188    |
| 5    | Amélie Goulet-Nadon | 187    |
| 6    | Ewgenija Radanowa   | 185    |
| 7    | Marta Capurso       | 174    |
| 8    | Tatjana Borodulina  | 164    |

| Rang | Name                | Punkte |
| ---- | ------------------- | ------ |
| 1    | Fu Tianyu           | 197    |
| 2    | Wang Meng           | 192    |
| 3    | Amélie Goulet-Nadon | 191    |
| 4    | Ewgenija Radanowa   | 187    |
| 5    | Choi Eun-kyung      | 183    |
| 6    | Byun Chun-sa        | 179    |
| 7    | Zhu Mi Lei          | 170    |
| 8    | Tatjana Borodulina  | 170    |

| Rang | Name                | Punkte |
| ---- | ------------------- | ------ |
| 1    | Choi Eun-kyung      | 200    |
| 2    | Byun Chun-sa        | 196    |
| 3    | Wang Meng           | 194    |
| 4    | Fu Tianyu           | 189    |
| 5    | Marta Capurso       | 182    |
| 6    | Amélie Goulet-Nadon | 174    |
| 7    | Veronika Windisch   | 167    |
| 8    | Wang Wei            | 166    |

| Rang | Name                | Punkte |
| ---- | ------------------- | ------ |
| 1    | Choi Eun-kyung      | 200    |
| 2    | Byun Chun-sa        | 195    |
| 3    | Wang Meng           | 192    |
| 4    | Ko Gi-hyun          | 186    |
| 5    | Fu Tianyu           | 180    |
| 6    | Amélie Goulet-Nadon | 174    |
| 7    | Wang Wei            | 167    |
| 8    | Mara Zini           | 167    |

| Rang | Team                | Punkte |
| ---- | ------------------- | ------ |
| 1    | Südkorea            | 200    |
| 2    | Volksrepublik China | 198    |
| 3    | Italien             | 194    |
| 4    | Kanada              | 191    |
| 5    | Japan               | 182    |
| 6    | Russland            | 181    |
| 7    | Deutschland         | 181    |
| 8    | Vereinigte Staaten  | 179    |

| Rang | Team                | Punkte |
| ---- | ------------------- | ------ |
| 1    | Volksrepublik China | 199    |
| 2    | Südkorea            | 199    |
| 3    | Kanada              | 194    |
| 4    | Italien             | 189    |
| 5    | Vereinigte Staaten  | 184    |
| 6    | Russland            | 183    |
| 7    | Deutschland         | 180    |
| 8    | Bulgarien           | 177    |

## Männer

### Weltcup-Übersicht
| Datum                                                                             | Ort            | Disziplin      | Siegerin                                                           | Zweite                                                                      | Dritte                                                                   |
| --------------------------------------------------------------------------------- | -------------- | -------------- | ------------------------------------------------------------------ | --------------------------------------------------------------------------- | ------------------------------------------------------------------------ |
| 17. bis 19. Oktober 2003                                                          | Calgary        | 500 m          | Jonathan Guilmette                                                 | Jean-François Monette                                                       | Li Ye                                                                    |
| 17. bis 19. Oktober 2003                                                          | Calgary        | 1000 m         | Lee Seung-jae                                                      | Jonathan Guilmette                                                          | Ahn Hyun-soo                                                             |
| 17. bis 19. Oktober 2003                                                          | Calgary        | 1500 m         | Lee Seung-jae                                                      | Ahn Hyun-soo                                                                | Apolo Anton Ohno                                                         |
| 17. bis 19. Oktober 2003                                                          | Calgary        | 3000 m         | Lee Seung-jae                                                      | Jean-François Monette                                                       | Ahn Hyun-soo                                                             |
| 17. bis 19. Oktober 2003                                                          | Calgary        | 5000 m Staffel | Volksrepublik ChinaCui Liang Li Jiajun Li Ye Li Haonan             | ItalienFabio Carta Nicola Rodigari Michele Antonioli Nicola Franceschina    | SüdkoreaCho Nam-kyu Lee Seung-jae Ahn Hyun-soo Yeo Jun-hyung             |
| 17. bis 19. Oktober 2003                                                          | Calgary        | Team           | Südkorea                                                           | Volksrepublik China                                                         | Kanada                                                                   |
| 24. bis 26. Oktober 2003                                                          | Marquette      | 500 m          | Apolo Anton Ohno                                                   | Ahn Hyun-soo                                                                | Lee Seung-jae                                                            |
| 24. bis 26. Oktober 2003                                                          | Marquette      | 1000 m         | Ahn Hyun-soo                                                       | Lee Seung-jae                                                               | Éric Bédard                                                              |
| 24. bis 26. Oktober 2003                                                          | Marquette      | 1500 m         | Ahn Hyun-soo                                                       | Mathieu Turcotte                                                            | Apolo Anton Ohno                                                         |
| 24. bis 26. Oktober 2003                                                          | Marquette      | 3000 m         | Lee Seung-jae                                                      | Mathieu Turcotte                                                            | Rusty Smith                                                              |
| 24. bis 26. Oktober 2003                                                          | Marquette      | 5000 m Staffel | SüdkoreaCho Nam-kyu Lee Seung-jae Ahn Hyun-soo Kim Hyun-kon        | KanadaMathieu Turcotte Éric Bédard Jean-François Monette Jonathan Guilmette | Volksrepublik ChinaCui Liang Li Jiajun Li Ye Li Haonan                   |
| 24. bis 26. Oktober 2003                                                          | Marquette      | Team           | Südkorea                                                           | Kanada                                                                      | Volksrepublik China                                                      |
| 28. bis 30. November 2003                                                         | Jeonju         | 500 m          | Li Jiajun                                                          | Jonathan Guilmette                                                          | Jean-François Monette                                                    |
| 28. bis 30. November 2003                                                         | Jeonju         | 1000 m         | Li Jiajun                                                          | Song Suk-woo                                                                | Mathieu Turcotte                                                         |
| 28. bis 30. November 2003                                                         | Jeonju         | 1500 m         | Ahn Hyun-soo                                                       | Song Suk-woo                                                                | Jean-François Monette                                                    |
| 28. bis 30. November 2003                                                         | Jeonju         | 3000 m         | Song Suk-woo                                                       | Ahn Hyun-soo                                                                | Jonathan Guilmette                                                       |
| 28. bis 30. November 2003                                                         | Jeonju         | 5000 m Staffel | Volksrepublik ChinaSui Baoku Li Jiajun Li Ye Li Haonan             | ItalienRoberto Serra Nicola Rodigari Michele Antonioli Nicola Franceschina  | SüdkoreaCho Nam-kyu Song Suk-woo Ahn Hyun-soo Kim Hyun-kon               |
| 28. bis 30. November 2003                                                         | Jeonju         | Team           | Volksrepublik China                                                | Italien                                                                     | Kanada                                                                   |
| 5. bis 7. Dezember 2003                                                           | Peking         | 500 m          | Song Suk-woo                                                       | Jeffrey Scholten                                                            | Takafumi Nishitani                                                       |
| 5. bis 7. Dezember 2003                                                           | Peking         | 1000 m         | Kim Hyun-kon                                                       | Ahn Hyun-soo                                                                | Éric Bédard                                                              |
| 5. bis 7. Dezember 2003                                                           | Peking         | 1500 m         | Ahn Hyun-soo                                                       | Song Suk-woo                                                                | Apolo Anton Ohno                                                         |
| 5. bis 7. Dezember 2003                                                           | Peking         | 3000 m         | Ahn Hyun-soo                                                       | Song Suk-woo                                                                | Kim Hyun-kon                                                             |
| 5. bis 7. Dezember 2003                                                           | Peking         | 5000 m Staffel | Volksrepublik ChinaGuo Wei Li Jiajun Li Ye Li Haonan               | KanadaMathieu Turcotte Éric Bédard Jean-François Monette Jonathan Guilmette | SüdkoreaLee Seung-jae Song Suk-woo Ahn Hyun-soo Kim Hyun-kon             |
| 5. bis 7. Dezember 2003                                                           | Peking         | Team           | Südkorea                                                           | Kanada                                                                      | Volksrepublik China                                                      |
| 16. bis 18. Januar 2004 Shorttrack-Europameisterschaften 2004 in Zoetermeer       |                |                |                                                                    |                                                                             |                                                                          |
| 6. bis 8. Februar 2004                                                            | Mladá Boleslav | 500 m          | Jean-François Monette                                              | Song Suk-woo                                                                | Li Jiajun                                                                |
| 6. bis 8. Februar 2004                                                            | Mladá Boleslav | 1000 m         | Apolo Anton Ohno                                                   | Ahn Hyun-soo                                                                | Song Suk-woo                                                             |
| 6. bis 8. Februar 2004                                                            | Mladá Boleslav | 1500 m         | Ahn Hyun-soo                                                       | Apolo Anton Ohno                                                            | Jean-François Monette                                                    |
| 6. bis 8. Februar 2004                                                            | Mladá Boleslav | 3000 m         | Song Suk-woo                                                       | Ahn Hyun-soo                                                                | Apolo Anton Ohno                                                         |
| 6. bis 8. Februar 2004                                                            | Mladá Boleslav | 5000 m Staffel | Volksrepublik ChinaGuo Wei Li Jiajun Li Ye Li Haonan               | KanadaSteve Robillard Éric Bédard Jean-François Monette Charles Hamelin     | ItalienRoberto Serra Nicola Rodigari Fabio Carta Nicola Franceschina     |
| 6. bis 8. Februar 2004                                                            | Mladá Boleslav | Team           | Kanada                                                             | Südkorea                                                                    | Volksrepublik China                                                      |
| 12. bis 14. Februar 2004                                                          | Bormio         | 500 m          | Mathieu Turcotte                                                   | Rusty Smith                                                                 | Nicola Franceschina                                                      |
| 12. bis 14. Februar 2004                                                          | Bormio         | 1000 m         | Li Jiajun                                                          | Steve Robillard                                                             | Charles Hamelin                                                          |
| 12. bis 14. Februar 2004                                                          | Bormio         | 1500 m         | Apolo Anton Ohno                                                   | Song Suk-woo                                                                | Mathieu Turcotte                                                         |
| 12. bis 14. Februar 2004                                                          | Bormio         | 3000 m         | Apolo Anton Ohno                                                   | Steve Robillard                                                             | Song Suk-woo                                                             |
| 12. bis 14. Februar 2004                                                          | Bormio         | 5000 m Staffel | KanadaSteve Robillard Éric Bédard Mathieu Turcotte Charles Hamelin | Volksrepublik ChinaSui Baoku Li Jiajun Li Ye Li Haonan                      | Vereinigte StaatenJ. P. Kepka Rusty Smith Apolo Anton Ohno Mike Kooreman |
| 12. bis 14. Februar 2004                                                          | Bormio         | Team           | Italien                                                            | Vereinigte Staaten                                                          | Volksrepublik China                                                      |
| 13. und 14. März 2004 Shorttrack-Teamweltmeisterschaften 2004 in Sankt Petersburg |                |                |                                                                    |                                                                             |                                                                          |
| 19. bis 21. März 2004 Shorttrack-Weltmeisterschaften 2004 in Göteborg             |                |                |                                                                    |                                                                             |                                                                          |

### Weltcupstände
| Rang | Name               | Punkte |
| ---- | ------------------ | ------ |
| 1    | Ahn Hyun-soo       | 198    |
| 2    | Song Suk-woo       | 194    |
| 3    | Apolo Anton Ohno   | 193    |
| 4    | Li Jiajun          | 186    |
| 5    | Jonathan Guilmette | 184    |
| 6    | Li Ye              | 173    |
| 7    | Fabio Carta        | 167    |
| 8    | Nicola Rodigari    | 164    |

| Rang | Name               | Punkte |
| ---- | ------------------ | ------ |
| 1    | Li Jiajun          | 188    |
| 2    | Ahn Hyun-soo       | 183    |
| 3    | Song Suk-woo       | 182    |
| 4    | Apolo Anton Ohno   | 182    |
| 5    | Jonathan Guilmette | 179    |
| 6    | Takafumi Nishitani | 175    |
| 7    | Li Ye              | 175    |
| 8    | Nicola Rodigari    | 171    |

| Rang | Name                | Punkte |
| ---- | ------------------- | ------ |
| 1    | Ahn Hyun-soo        | 196    |
| 2    | Apolo Anton Ohno    | 188    |
| 3    | Jonathan Guilmette  | 188    |
| 4    | Song Suk-woo        | 186    |
| 5    | Li Jiajun           | 180    |
| 6    | Li Ye               | 175    |
| 7    | Nicola Franceschina | 169    |
| 8    | Satoru Terao        | 164    |

| Rang | Name             | Punkte |
| ---- | ---------------- | ------ |
| 1    | Ahn Hyun-soo     | 200    |
| 2    | Apolo Anton Ohno | 195    |
| 3    | Song Suk-woo     | 183    |
| 4    | Li Ye            | 182    |
| 5    | Li Jiajun        | 181    |
| 6    | Kim Hyun-kon     | 176    |
| 7    | Fabio Carta      | 173    |
| 8    | Yoshiharu Arino  | 173    |

| Rang | Team                   | Punkte |
| ---- | ---------------------- | ------ |
| 1    | Volksrepublik China    | 200    |
| 2    | Kanada                 | 197    |
| 3    | Südkorea               | 194    |
| 4    | Italien                | 193    |
| 5    | Japan                  | 184    |
| 6    | Vereinigte Staaten     | 182    |
| 7    | Vereinigtes Königreich | 178    |
| 8    | Frankreich             | 178    |

| Rang | Team                   | Punkte |
| ---- | ---------------------- | ------ |
| 1    | Südkorea               | 199    |
| 2    | Kanada                 | 196    |
| 3    | Volksrepublik China    | 195    |
| 4    | Italien                | 192    |
| 5    | Vereinigte Staaten     | 191    |
| 6    | Japan                  | 181    |
| 7    | Vereinigtes Königreich | 178    |
| 8    | Frankreich             | 174    |